# Sphenorhina pallifascia
Sphenorhina pallifascia är en insektsart som beskrevs av Walker 1858. Sphenorhina pallifascia ingår i släktet Sphenorhina och familjen spottstritar. Inga underarter finns listade i Catalogue of Life.